# Чайка білогорла
Чайка білогорла (Vanellus tricolor) — вид птахів родини сивкових (Charadriidae).

## Поширення
Він поширений на більшій частині території Австралії і Тасманії, хоча відсутній у північній третині континенту. Мешкає на водно-болотних угіддях

## Опис
Тіло завдовжки від 25 до 29 см, вагу від 140 до 216 г і розмах крил від 61 до 67 см. Характеризується чорною шапкою, білим розписом очей, чорною смугою навколо грудей і білим горлом. Очі жовті, оточені очним кільцем такого ж кольору; дзьоб жовтий з маленьким червоним карункулом біля основи. Крила коричневі, черевце біле, ноги червонуваті.

## Спосіб життя
Раціон складається з насіння рослин, листя, молюсків, комах, яких часто видряпують лапками. Нагул відбувається вдень, в дуже спекотні години птах воліє відпочивати в тіні. Вид трапляється парами, іноді великими групами. Сезон розмноження залежить від сезону дощів, часто між червнем і листопадом. Птах осілий і моногамний. Гніздо — неглибоке поглиблення в землі, кладка складається з 4 яєць, які відкладаються з інтервалом в день. Насиджування обох батьківських птахів триває від 26 до 28 днів.